# ヴォリュウェ＝サン＝ランベール
ヴォリュウェ＝サン＝ランベール（仏: Woluwe-Saint-Lambert [wolywe sɛ̃ lɑ̃bɛːʁ]）は、ベルギーのブリュッセル首都圏地域に属する19の基礎自治体の一つ。オランダ語ではシント＝ランブレヒツ＝ウォールウェ（蘭: Sint-Lambrechts-Woluwe [sɪnt ˈlɑmbrɛxts ˈwoːlywə] ( 音声ファイル)）である。上流階級の居住エリアで、共同住宅、一戸建て住宅、一棟二軒の住宅、テラス・ハウスなどが混在していて、しばしばイクルやパリの17区、12区などと比較される。

## 姉妹都市
- フランス ムードン
- ルワンダ M'bazi

## 出身者
- アメデオ・ド・ベルジック - ベルギー王族
- エリオット・マタゾ - サッカー選手